# والتاهانجا
والتاهانجا (بالإنجليزية: Walutahanga)‏ في أساطير ميلانيزيا هي كائن أسطوري، أفعى ذات ثمانية رؤوس ولدت من أم بشرية.